# Herrgärdet
Herrgärdet är en  stadsdel i det administrativa bostadsområdet Centrala staden i Västerås. Området är ett bostadsområde som ligger i centrala Västerås.
I Herrgärdet finns bostäder, mestadels bostadsrätter och hyreslägenheter, Herrgärdsskolan, Herrgärdets vårdcentral och Stadsbibliotekets fackavdelning. I mitten finns Rudbecksparken.
Området avgränsas av Norra Ringvägen, Kopparbergsvägen, Domkyrkoesplanaden och Vasagatan.
Området gränsar i norr till Gåsmyrevreten (Mälardalens högskola) och till Karlsdal, i öster till Östermalm, i söder till centrum och i väster till Kyrkbacken.